# Festival Manifesto
 (octobre 2024).
 (octobre 2024).
Le festival ManifestO est un festival annuel de photographie contemporaine à Toulouse. 

## Festival ManifestO
Fondé en 2002 par un collectif de photographes toulousains, son objet est d'exposer chaque année au public les travaux de nouveaux talents de la photographie aux côtés d'un ou plusieurs photographes de renommée internationale : David Hamilton, le collectif Tendance floue, Les Krims, Joan Fontcuberta, Jane Evelyn Atwood, Alain Fleischer et Michel Vanden Eeckhoutd ont ainsi parrainé les dernières éditions du festival. 
Depuis 2009, les expositions se tiennent dans un assemblage d'une trentaine de conteneurs de transport maritime disposés dans un lieu public du centre ville de Toulouse. Le festival se déroule entre septembre et octobre, l'accès aux expositions et aux événements associés est gratuit. Plus de 16 000 visiteurs ont été accueillis en 2016[réf. nécessaire].

### Historique
Le festival ManifestO a été créé en 2002 par un collectif de photographes toulousains luttant pour la visibilité à Toulouse de la création locale, utilisant la forme de l'occupation comme réponse au manque de lieux d'exposition accessibles. Les espaces en friche, les interstices nichés dans les creux de la ville, devinrent ainsi le lieu mouvant d'une alternative. En investissant les espaces publics, en décloisonnant les espaces privés, le collectif ManifestO s'est engagé depuis 12 ans à ouvrir toujours davantage la discussion entre l'art et un public toujours plus nombreux.
ManifestO est un festival d’images contemporaines : il s'agit essentiellement d'expositions photographiques mais la vidéo n'est pas exclue de la programmation bien que celle-ci soit peu représentée. L'appel annuel à auteurs est ouvert à tous quels que soient la nationalité, l'âge ou la formation artistique. Il n’y a pas de frais de dossier et les auteurs sélectionnés perçoivent des droits de représentation. 
La sélection est réalisée chaque année par un jury différent et indépendant, formé de professionnels du monde de l'art : photographes, éditeurs, galeristes, critiques d'art, responsables de musées ou de centres culturels. Environ une quinzaine de lauréat-e-s sont exposés chaque année. 
Depuis 2007, chaque édition se place sous le parrainage d’une photographe de renom - lequel préside le jury de sélection depuis 2011 - et un grand espace d’exposition lui est consacrée aux côtés des lauréates.
Le succès aujourd'hui de nombre de lauréats confirme l’importance du festival dans son rôle de tremplin pour la photographie et la création contemporaine.

### Artistes exposés

#### Années 2000

##### 2003
Jean-Jacques Ader, Sara Allen, Joël Arpaillange, Myriam Astorg, Francis Bacon, Laurent Bessol, Chloé Billiet, Erika Bolle, Frédérique Bretin, Philippe Cadu, Emilie Cayre, Florence Chabrerie, Jérôme Chauvin, Cherif Benyoucef, Jean-François Daviaud, Philippe Dupre, Philippe-Gérard Dupuy, Eric Estampe, Benoît Guerry, Philippe Guionie, Claude Jeanmart, Jif, Marc Jolibois, Frédérique Joucla, Catherine Lacuve, Cendres Lavy, Jordi Cerda, Patricia Lefèbvre, Pascale Lord, Medhi Meddaci, Vincent Mialet, François-Xavier Ramade, Myriam Ramousse, Florence Richard, Vanessa Santullo, Véronique Sapin, Thierry, Schneider, Bruno Seigle, Guilhem Senges, Jacques Sierpinski, Isabelle Souriment, Bruno Wagner.

##### 2004
Jean-Jacques Ader, Martine Alibert, Gérald Azema, Francis Bacon, Emmanuel Benoit, Erika Bolle, Béatrix Chabanier, Christelle Chabrier, Thomas Chassaing, Philippe-Gérard Dupuy, Marie Frécon, Jean-Christophe Godet, Yohann Gozard, Philippe Guionie, Laurent La Gamba, Patricia Lefébvre, Maxime Léonard, Emmanuelle Murbach, Philippe Pons, Myriam Ramousse & Francis Dubreuil, Patrick Richard, Nouara Scalabre, Kathy Sebbah, Sylvain Suquet, Dr Strange, Charles Guilioli, Nathalie Hauwell, Kitshette, Caroline Le Méhauté, Véronique Sapin.

##### 2005
Pierre-Olivier Boulant, Lucio Carvalho, Marina Cavazza, Francis Dubreuil, Sandrine Elberg, Gregg Ellis, Natacha Kail, Collectif Emulsion, Francis Quignar, Laurent La Gamba, Isabelle Maarek, Audrey Mompo, Anne Montaut, Bruno Morandi, Oceane Moussé, Francois Nanjo, Michel Paradinas, Yannick Verdier-Monsegur.

##### 2006
Karine Portal, Isabelle Rozenbaum, Aurore Valade, Krista Sené, Colette Mazabrard, Sabine Dizel, Laetitia Legros, Aglaé Bory, Marie Pierre Laurent, Olivier Minh, Marc Berdoulat, Cori Entringer, Michael Buckley, Benédicte Deramaux, Bruno Dif, Alexie Jahiel, Cédric Machefer, Audrey Mompo, Jérémie Souteyrat, Katy Sebbah.

##### 2007
David Hamilton (invité d'honneur), Etienne Audebrand, Marc Berdoulat, Laura Berg, Margaret Dearing, Patrick Dewarez, Elégie, Flaccomio & Isoardi, Roger Guaus, Estelle Lagarde, Didier Illouz, Adelaïde Maisonabe, Françoise Robe, Olivier Sybillin.

##### 2008
le collectif Tendance floue (invité d'honneur), Francis Brussat, Clémentine Crochet, Thibaut Derien, David Zérah, Guisseppe Di Bella, Thomas Zicola, Fred Olsen-Hegg, Corinne Fhima, Christian Goyon, Nicolas Lux, Claire Malen, Pierre Movila, Stéphanie Rolland,  Pascale & Thierry Nivaux, Samuel Bester, Cédric Canaud, Shimrit Golan, Liu Zhenchen, Emilie Schalck.

##### 2009
Les Krims (invité d'honneur), Amandine Piomelli, Brice Dirlès, Cécile Decorniquet, Claire Hugonnet, Emmanuel Grimault, Esther Hoareau, Flore Gardner, Francis Blaise, Grégory Gringcourt, Manuel Huynh, Pierre Bonouvrier, Remy Carayon, Roberto Santaguida, Thomas Jorion.

#### Années 2010

##### 2010
Joan Fontcuberta (invité d'honneur), Caroline Boyer, Chloé Dutreix, Dana Cojbuc, Humbert Marylise, Iorgis Matyassy, Isabelle Le Minh, Jacques Camborde, Jessie Maucor, Lê Chau Cuong, Patrice Sordo, Pierre-Olivier Mazoyer, Severin Guelpa, Valentine Vermeil.

##### 2011
Jane Evelyn Atwood (invitée d'honneur), Sue Elie Andrade-Dé, Anthony Barboza, Jean-Luc Bertini, Thibault de Puyfontaine, Michel Delaunay, Dominique Dubois, Faustine Ferhmin, Collectif du Grain à Moudre, Nathalie Hubert, Claire Laude, Michel Le Belhomme, Vincent Leroux, Emile Loreaux, Emmanuel Piau, Eric Principaud.

##### 2012
10e anniversaire.
10 invités d'honneur : Hommage à Jean Dieuzaide, Jean-Christian Bourcart, Ludovic Carème, Denis Dailleux, Alain Duplantier, Philippe-Gérard Dupuy, Gilles Favier, Antoine de Givenchy, Cédric Martigny, Françoise Nuñez.
10 Lauréats: Chassary A. & Belarbi L., Claudio Gobbi, Hervouet C. & Valton G., Julie Cerise, Marie Leroux, Frédérique Massabuau, Marion Pedenon, Alexandra Serrano, Marie Sommer, Villiere Jacques.

##### 2013
Alain Fleischer (invité d'honneur), Jeannie Abert, Hermine Bourgadier, Pascal Broze, Joanna Chudy, François Delebecque, Agnès Geoffray, Caroline Hayeur, Isabel Kiesewetter, Marine Lupercale, Christine Mathieu, Julie Ramage, Anna Katharina Scheidegger.

##### 2014
Michel Vanden Eeckhoudt (invité d'honneur), Hervé Baudat, Antoine Bruy, Bertrand Cavalier, Joseph Charroy, Marie-Pierre Cravedi, Sébastien Delahaye, Charles Delcourt, Patrice Dion, Philippe Leroux, Virginie Plauchut, Constance Proux, Stéphanie Roland, Mateusz Sarello, Lara Tabet & Michelle Daher.

##### 2015
Laurent Millet (invité d'honneur), Olivier Brossard / Rebekka Deubner / Lise Dua / Bérangère Fromont / Joseph Gallix / Zacharie Gaudrillot-Roy / Émilie Gomez / Karolin Klüppel / Sandra Mehl / Matthias Pasquet / Heiko Tiemann

##### 2016
Letizia Battaglia (invitée d'honneur), Eddy de Azevedo / Eliot Delahaye / Anne Desplantez / Christine Drouillard / Frédérique Félix-Faure / Bruno Fert / Camille Kerzhero / Marine Lécuyer / Frédéric Luczak / Tina Merandon / Richard Pak / Katrin Streicher

##### 2017
Philippe Gérard-Dupuy (invité d'honneur)

##### 2023
Le festival annonce qu'il n'y a pas d'édition 2023.

### Organisation
Le festival est organisé par l'association ON/OFF : une association d’utilité publique à but non lucratif (loi de 1901) qui rassemble des artistes photographes, vidéastes, plasticiens. Elle est constituée d’une collégiale qui préside au conseil d’administration et de ses adhérents.